# Laliostoma labrosum
A Laliostoma labrosum a kétéltűek (Amphibia) osztályába, a békák (Anura) rendjébe és az aranybékafélék (Mantellidae) családba tartozó  Laliostoma nem monotipikus faja. A nem neve a görög lalia (macska) valamint stoma (száj) szavakból származik, a faj szaporodási időszakában hallatott jellegzetes hangjáról kapta. A latin labrosum szó, a vastag ajak, a faj legörbülő orrára utal.

## Elterjedése
A faj Madagaszkár endemikus faja. Természetes élőhelye szubtrópusi vagy trópusi száraz síkvidéki erdők, száraz szavannák, párás szavannák, szubtrópusi vagy trópusi száraz bozótosok, szubtrópusi vagy trópusi száraz síkvidéki rétek, időszakos édesvizű mocsarak, forró klímájú sivatagok, művelt földterületek, legelők, kertek, városias területek, pocsolyák, időszakosan elárasztott mezőgazdasági területek, csatornák és árkok.

## Természetvédelmi helyzete
A fajra nézve az erdőirtás valószínűleg nem jelent veszélyt, mivel alkalmazkodó képessége jó.